# Clavus cadenasi
Clavus cadenasi is een slakkensoort uit de familie van de Drilliidae. De wetenschappelijke naam van de soort is voor het eerst geldig gepubliceerd in 1939 door Clench & Aguayo.